# Theridion setosum
Theridion setosum är en spindelart som beskrevs av Ludwig Carl Christian Koch 1872. Theridion setosum ingår i släktet Theridion och familjen klotspindlar. Inga underarter finns listade i Catalogue of Life.